# Purgatorio - Canto primo

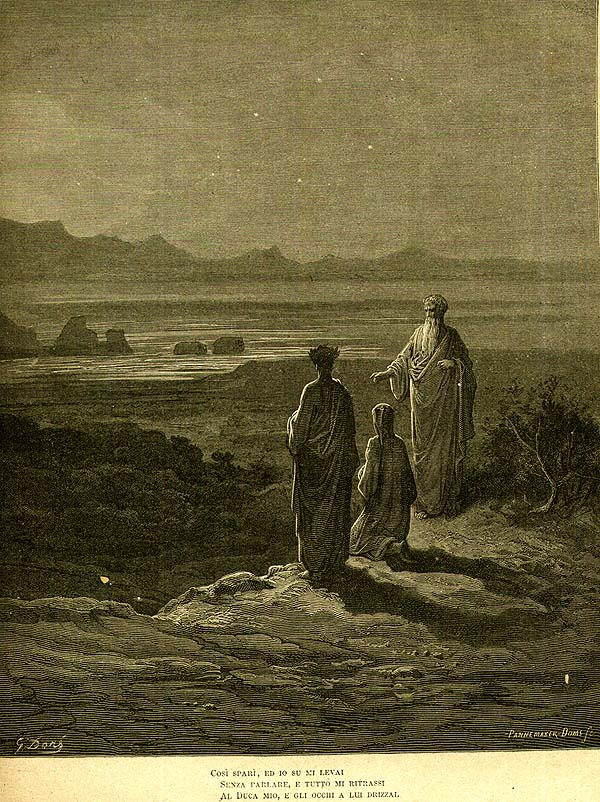
Catone, illustrazione di Gustave Doré

Il canto primo del Purgatorio di Dante Alighieri si svolge ai piedi della montagna del Purgatorio, sulla spiaggia; siamo nella notte tra il 9 e il 10 aprile 1300 (Pasqua), o secondo altri commentatori tra il 26 e il 27 marzo 1300.

## Incipit
(Anonimo commentatore dantesco del XIV secolo)

## Temi e contenuti
- Protasi e invocazione alle Muse - versi 1-12
- Il cielo dell'emisfero australe - versi 13-27
- Catone - versi 28-111
- Rito di purificazione - versi 112-136

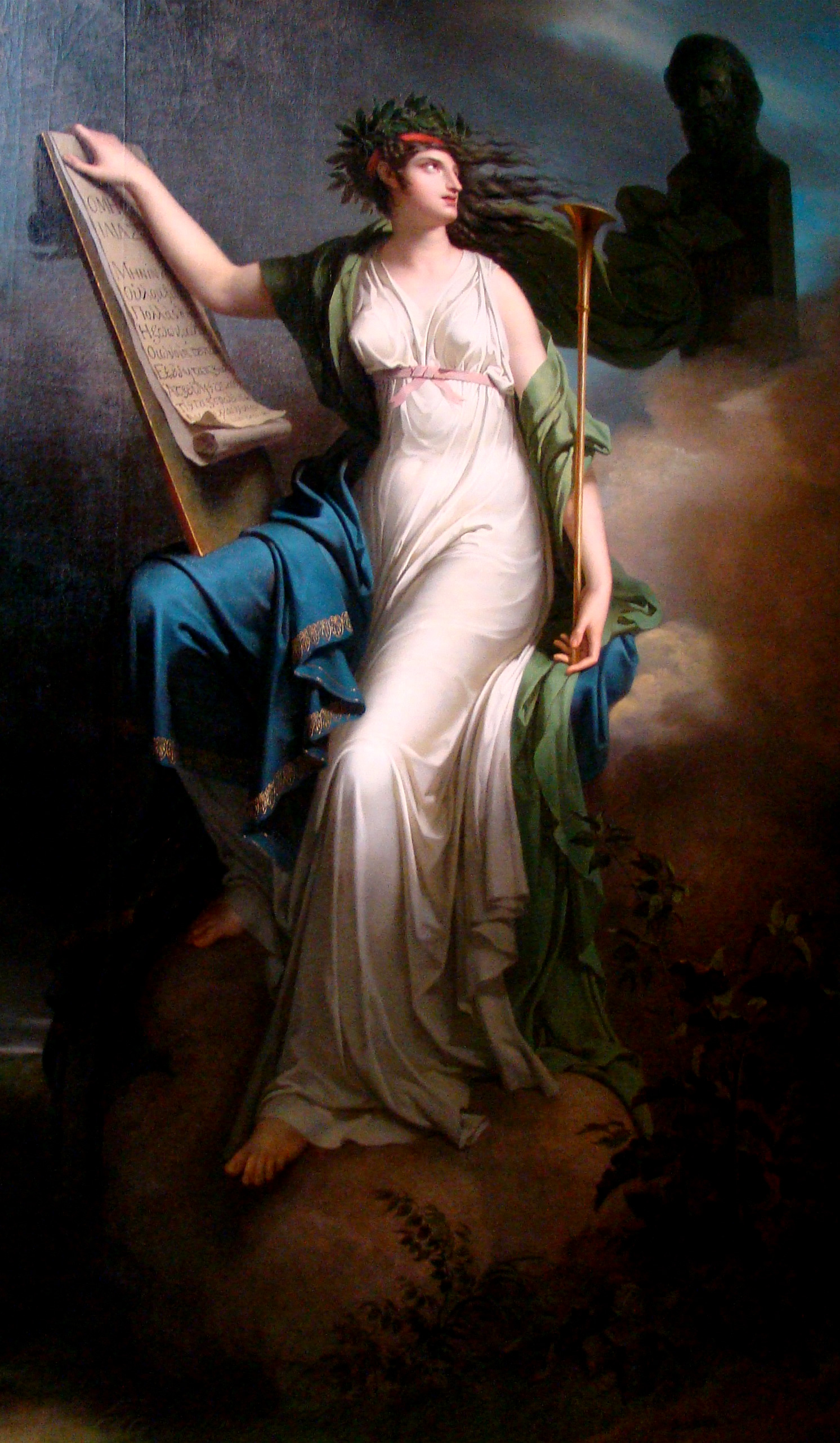
Ritratto di Calliope, ad opera di Charles Meynier

È il 10 aprile e Dante è riempito di gioia da un'alba luminosa sulla spiaggia del Purgatorio: Dante e Virgilio sono usciti dall'Inferno. Dante, lasciatosi alle spalle il regno della perdizione, muove i suoi primi passi in quello della speranza. Il suo ingegno è come una navicella che si appresta a seguire una rotta più tranquilla, quella del "secondo regno" dove l'anima si purifica e diventa degna di contemplare Dio.
Le Muse, e Calliope in particolare, sono invocate a sostenere il canto del poeta con la stessa perizia mostrata quando, sfidate a una gara di canto dalle Pieridi, furono vittoriose e punirono le sfidanti. È evidente il richiamo a un esempio di superbia punita, del cui peccato Dante riconosce di essersi macchiato (un ulteriore esempio si troverà nel proemio del Paradiso).
L'aspetto dell'aria è sereno, d'un colore di zaffiro orientale (viene citato appunto lo zaffiro perché secondo i lapidari lo zaffiro era la pietra che donava la libertà). Essendo mattino, il bel pianeta Venere, simbolo d'amore e di concordia tra gli uomini, splendeva nella plaga d'oriente, annunciatrice del Sole. Quattro stelle, simbolo delle virtù cardinali (prudenza, giustizia, fortezza e temperanza), splendono nel cielo del Purgatorio e il poeta lamenta che esse non siano viste dagli uomini, se non "dalla prima gente", Adamo ed Eva, che furono cacciati dal Paradiso terrestre.
Appare un uomo di aspetto venerando la cui sola vista suscita timore. Le stelle-virtù ne illuminano il viso. Egli chiede severamente ai due poeti chi siano; li crede due dannati, poiché essi sono giunti per una via inconsueta. Virgilio induce Dante ad assumere un atteggiamento di umile sottomissione. Dante è un vivo, Virgilio ha avuto l'incarico di aiutarlo a sfuggire al male. Mezzo necessario è sembrato fargli percorrere il mondo dei dannati. Di se stesso, Virgilio dice di non essere sotto la giurisdizione di Minosse; sua sede è il Limbo. In quel luogo è anche Marzia, la moglie di Catone, lo spirito apparso ai due poeti. È in nome di Marzia che Virgilio chiede la benevolenza di Catone, ma l'inflessibilità morale di questi indica come sia vana una simile richiesta là dove unico volere da seguire è quello di Dio: egli nel Purgatorio è figura della libertà dal peccato, mentre in Terra egli è figura del rispetto della legge.
Se dunque il viaggio di Dante è stato voluto da Dio, Catone obbedirà a questo volere, non si lascerà lusingare da un richiamo terreno, dalla memoria pur dolce di donna cui fu affettuosamente legato. Catone ordina a Virgilio di sottoporre Dante a un rito: lo cingerà con un giunco, gli toglierà dal viso le tracce del passaggio nell'inferno.

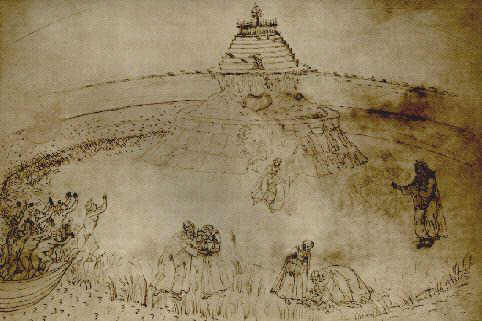
Sandro Botticelli, (Disegni per la Divina Commedia)

I giunchi crescono sulla riva dell'isola del Purgatorio. Simbolo dell'umiltà che si piega al volere divino, sono senza nodi e assecondano col loro moto quello delle onde che l'incurvano. Catone sparisce; i due poeti discendono lungo la spiaggia.
L'alba, con la sua luce, vince ormai le tenebre. Sul terreno cresce dell'erba, bagnata dalla rugiada notturna. Virgilio appoggia le palme aperte sull'erba bagnata, poi le passa sulle guance di Dante. Le tracce dell'inferno vengono cancellate. I due poeti procedono. Virgilio compie il rito obbedendo all'ordine avuto da Catone, e cinge Dante con un giunco.
Immediatamente, nel luogo lasciato vuoto dal giunco, un altro rinasce ad indicare come l'umiltà crei umiltà e sia inesauribile.

## Analisi

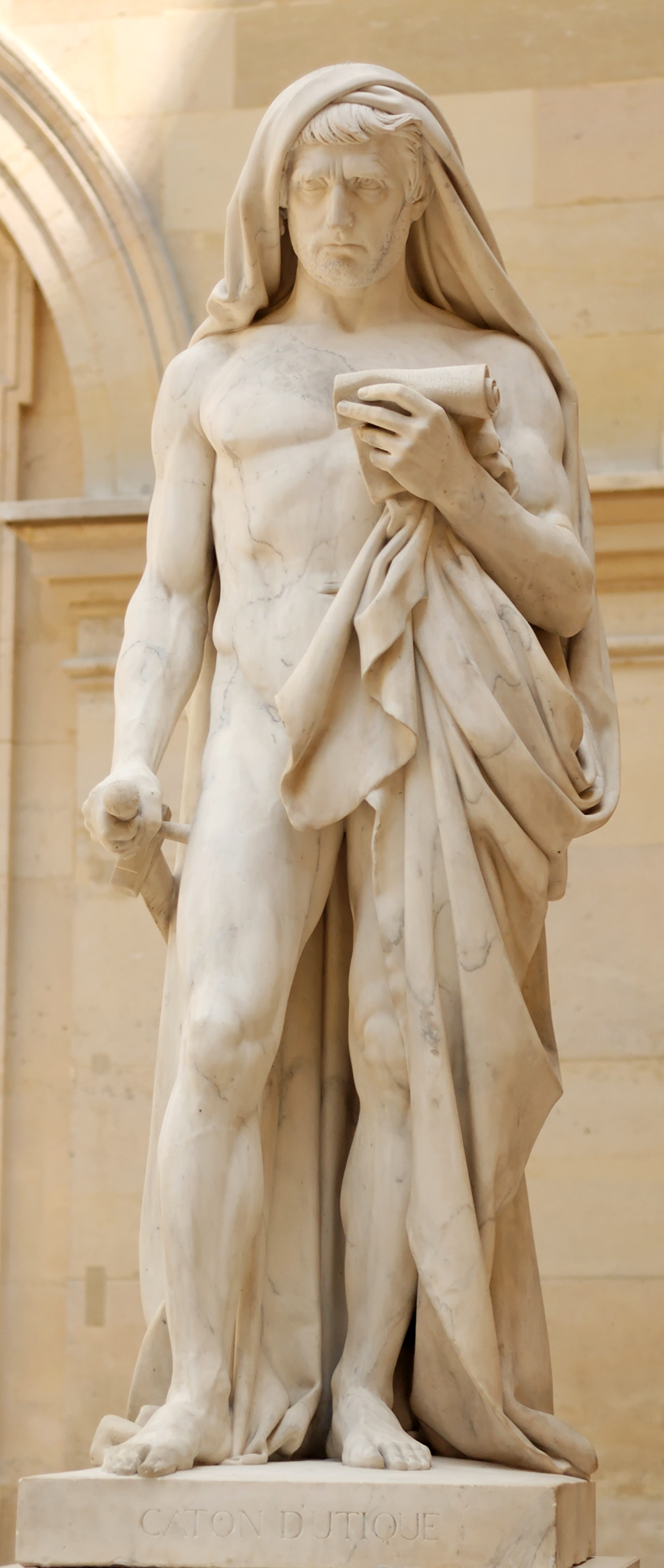
Statua di Catone l'Uticense conservata al Museo del Louvre a Parigi

Fin dai primi versi è evidente l'accento posto da Dante sulla novità e diversità del Purgatorio rispetto all'Inferno. Il cielo, il mare contrapposti all'aria buia e opprimente; l'evolversi della luce - dal buio stellato all'alba - che indica il passare del tempo (mentre l'assenza di tempo, ovvero l'eternità dell'inferno, è più volte sottolineata, a partire dall'incipit del canto terzo); il ruolo di Dante che da osservatore partecipe ed anche critico diventa egli stesso penitente in cammino (come le anime che incontrerà) e quindi deve disporsi con umiltà alla purificazione; la certezza che questa purificazione sarà la conquista della vera libertà, ovvero la libertà dal peccato: questi i temi sviluppati nel canto.
Come è avvenuto già nell'Inferno anche questa volta il I canto, insieme al II, non corrisponde immediatamente all'inizio del nuovo viaggio, ma rappresenta il preludio all'intera cantica del Purgatorio e perciò ne anticipa molte caratteristiche, sia nei contenuti che nel tono poetico. A segnare continuità con l'Inferno ritornano la proposizione dell'argomento, l'invocazione alle Muse, l'indicazione dell'ora, l'improvviso apparire di Catone, che ricorda l'altrettanto improvvisa comparsa di Virgilio, le allegorie legate alla natura, alle stelle, a Catone stesso, che corrispondono a quelle della selva, delle fiere, del veltro. Ma, accanto a questi elementi ricorrenti, ne compaiono alcuni del tutto nuovi: la dolcezza delle immagini e del linguaggio, i temi dell'amore e della libertà, che corrispondono alla ritrovata pace del cuore. Accanto, però, a questi elementi, che caratterizzano la nuova situazione poetica della cantica, si distingue nel I canto un tema particolare: quello della resurrezione, che si traduce in forme diverse nelle tre macrosequenze del racconto: la descrizione del paesaggio, la rappresentazione di Catone, il rito finale di purificazione.
Sul piano del racconto, l'ascesa dalla chiusa voragine infernale alla superficie della terra comporta il recupero della visione del mondo naturale, che si attua, però, non in modo violento, in un passaggio improvviso dal buio totale allo sfolgorio di una luce meridiana, ma in un trapasso smorzato, in quanto la luminosità indefinita e diffusa dell'alba crea un'atmosfera dolce di accoglienza e di attesa. Il paesaggio nel quale il pellegrino si trova è un paesaggio vero, anche se il poeta non indugia a descriverlo realisticamente. I riferimenti al cielo, al mare, alla spiaggia riconducono ad un'isola reale, ma il significato profondo di ogni immagine è legato al suo valore simbolico, cioè alla rinascita dello spirito, che recupera l'innocenza: il cielo, le quattro stelle, il preannuncio del Sole rappresentano uno spazio nel quale sulla legge naturale si accende la luce rigeneratrice della Grazia. Anche la dimensione temporale conferma lo stesso tema: quello che sta annunciandosi all'orizzonte è il giorno di Pasqua, la Risurrezione di Cristo, e ciò induce alla dolcezza e alla speranza, ma l'approdo alla spiaggia che cinge la montagna del Purgatorio non è il raggiungimento di una meta, bensì l'inizio di un cammino penitenziale. L'uomo non è più come Adamo, deve faticosamente recuperare il giardino perduto. La ritrovata pace del cuore si vena di malinconia sorretta dalla speranza. D'altra parte, tutti i valori simbolici sono assorbiti dall'atmosfera poetica del racconto, che si svolge in un silenzio raccolto, corrispondente alla trepida attesa del protagonista.
Accanto alle consuete figure di Dante e Virgilio compare un personaggio caratterizzato da dignità e austerità: è Marco Porcio Catone Uticense, che ha qui la funzione di "guardiano", tant'è vero che interviene con tono risentito quando vede i due pellegrini e chiede se "le leggi d'abisso" sono state infrante. La risposta di Virgilio tratteggia brevemente la condizione di Dante, e mette in evidenza il legame tra Questo e Catone: entrambi in cerca di libertà (Libertà va cercando, ch'è sì cara / come sa chi per lei vita rifiuta, 71-72). Catone si diede la morte, eppure si trova in Purgatorio (ricordiamo che Dante raffigura i suicidi nell'Inferno, fra i violenti contro se stessi). Si apre perciò un problema di interpretazione di non poco spessore.
Anche la figura di Catone Uticense, il severo custode del Purgatorio, è, nel suo sostanziale ruolo di aiutante, collegata al tema della resurrezione. Anche in lui, come nel paesaggio, realtà e simbolo si fondono: egli è un personaggio storico, ma in quanto martire della libertà, rappresenta simbolicamente la rinuncia dell'anima al peccato in vista del recupero della libertà totale. Egli non è un eroe politico e nemmeno un santo: possiede sapienza e virtù naturali, ma non la Grazia. Richiama perciò la figura di Adamo e preannuncia l'uomo come sarà sulla cima del Purgatorio. Egli è magnanimo più di Farinata, in quanto inserito nel disegno di Dio. Col suo sacrificio rimanda a quello di Cristo e, quindi, alla possibilità della resurrezione. Perciò ricorda, insieme alla figura del saggio antico, quella del patriarca biblico. In lui non ci può essere rimpianto per la vita terrena anche quando essa assume il volto dolce e puro della moglie Marzia. La sua libertà consiste nel volere il bene e comprende anche l'affrancamento da ogni passione e da ogni affetto esclusivamente mondano. La sua funzione di custode lo pone ancora nella condizione dell'esilio: sarà salvo solo nell'ultimo giorno. Ma attraverso di lui, che costituisce un exemplum, coloro che approdano alle sue grotte scoprono nel Purgatorio il regno della libertà. In questo senso Catone integra e supera il ruolo di Virgilio, in quanto in lui la virtù stoica pagana si integra (simbolicamente) con la verità della rivelazione cristiana.
La letteratura latina già dal I secolo a.C. presenta Catone come esempio di virtù; il suicidio suscita però fra i pensatori cristiani un giudizio negativo (ad esempio in Sant'Agostino).
Erich Auerbach scrive: «Catone è una "figura", o piuttosto era tale il Catone terreno, che a Utica rinunciò alla vita per la libertà, e il Catone che qui appare nel Purgatorio è la figura svelata o adempiuta, la verità di quell'avvenimento figurale. Infatti la libertà politica e terrena per cui è morto era soltanto "umbra futurorum": una prefigurazione di quella libertà cristiana che ora egli è chiamato a custodire e in vista della quale anche qui egli resiste ad ogni tentazione terrena; di quella libertà cristiana da ogni cattivo impulso che porta all'autentico dominio su se stesso, appunto quella libertà per raggiungere la quale Dante è cinto del giunco dell'umiltà, finché la conquisterà realmente sulla sommità della montagna e sarà coronato signore di se stesso da Virgilio.»
Nella conclusione del canto, lasciato Catone, Dante e Virgilio procedono soli in silenzio lungo la spiaggia: tornano così i temi del paesaggio e del cammino con i quali il canto si era aperto. Ma adesso il rapporto con la natura acquista un valore ancor più squisitamente religioso, attraverso il compimento del rito che Catone aveva prescritto. Dante si purifica il volto con la rugiada e si cinge la vita con un giunco schietto. Fino dall'arrivo alla spiaggia il canto è pieno di atti simbolici, che si rifanno a riti e cerimonie liturgiche: il volgersi a destra, il contemplare le stelle, l'indicare l'ora...; ciò significa che Dante, attraverso rituali che alludono alla confessione, si reintegra nella natura primitiva e riconquista il senso della comunità (di qui nasceranno i numerosi scontri con gli amici della giovinezza). Essenziale, per questo, all'avvio della resurrezione spirituale, è il rito di purificazione e di umiltà. La sacralità della cerimonia conferisce a Dante una magnanimità che lo rende superiore al modello di eroe rappresentato da Farinata degli Uberti, aprendogli un ben diverso destino. Di questa umiltà, cioè del risorgere di una coscienza pura, è segno il costante, ininterrotto silenzio del poeta-protagonista, il quale, proprio per la sua religiosa concentrazione, è al centro del canto: di lui, della salvezza sua e di ogni altro uomo, di cui egli è figura, parlano Virgilio e Catone, richiamando su di lui l'attenzione del lettore.